# Distichophyllidium muticum
Distichophyllidium muticum är en bladmossart som beskrevs av Brotherus och Jean Édouard Gabriel Narcisse Paris 1911. Distichophyllidium muticum ingår i släktet Distichophyllidium och familjen Daltoniaceae. Inga underarter finns listade i Catalogue of Life.